# Bluźnierstwo
Bluźnierstwo (inaczej: blasfemia) – słowa uwłaczające temu, co jest ogólnie poważane lub co jest przez religię uznane za święte (sacrum).

## Etymologia
Słowo blasfemia pochodzi z łacińskiego blasphemare, które z kolei wywodzi się z greckiego βλασφημέω (złożenie dwóch słów: βλάπτω = „szargać” oraz φήμη = „reputacja”).

## Prawo

### Historyczne kary
XIX-wieczna Encyklopedia Orgelbranda wymienia za bluźnierstwo:
- karę grzywny oraz karę pozbawienia wolności (Francja),
- do trzech lat więzienia (Niemcy),
- od 3 tygodni do 15 lat ciężkich robót (Rosja)[2].

### Współczesna penalizacja
Restrykcje w niektórych regionach
     Restrykcje i grzywny
     Kara więzienia
     Kara śmierci
Prawo współczesne zostało znacznie zliberalizowane względem sposobu traktowania aktu bluźnierstwa. Miało to związek z rozwojem XIX i XX-wiecznej myśli filozoficznej i walką o wolność słowa.

Mapa opracowana przez IHEU i EHF w ramach kampanii na rzecz zniesienia kar za bluźnierstwo
Restrykcje w niektórych regionach
Restrykcje i grzywny
Kara więzienia
Kara śmierci

Następujące kraje karzą bluźnierstwo śmiercią w najwyższym wymiarze kary według raportu Freedom of Thought z 2015 r. przygotowanego przez IHEU:
- Afganistan
- Arabia Saudyjska
- Irak
- Iran
- Pakistan
- Sudan

Następujące kraje karzą bluźnierstwo lub obrazę uczuć religijnych uwięzieniem w najwyższym wymiarze kary:

- Algieria
- Bahrajn
- Bangladesz
- Brunei
- Dania
- Egipt
- Etiopia
- Gambia
- Grenada
- Grecja
- Gujana
- Indie
- Izrael
- Jemen
- Jordania
- Katar
- Kazachstan
- Komory
- Kuwejt
- Liban
- Malediwy
- Malta
- Malezja
- Maroko
- Mauretania
- Niemcy
- Nowa Zelandia
- Oman
- Palestyna
- Rosja
- Salwador
- Somalia
- Sudan
- Surinam
- Tajlandia
- Tanzania
- Tunezja
- Turcja
- Zimbabwe
- Zjednoczone Emiraty Arabskie

W Polsce obraza uczuć religijnych zdefiniowana jako publiczne znieważanie przedmiotu czci religijnej lub miejsca przeznaczonego do publicznego wykonywania obrzędów religijnych jest karana grzywną, karą ograniczenia wolności albo pozbawienia wolności do dwóch lat.

## Chrześcijaństwo
Bluźnierstwo to zbrodnia obrazy Boga bądź przypisywanie sobie boskich atrybutów. Tomasz z Akwinu uważał, że bluźnierstwo jest większym grzechem od morderstwa.

### Biblia a bluźnierstwo
Księga Kapłańska nakazuje karanie bluźnierstwa przeciw imieniu Jahwe śmiercią:

Kto by bluźnił Imieniu Jahwe, musi ponieść śmierć; ukamienuje go cała społeczność. Zarówno przybysz, jak i tubylec muszą ponieść śmierć, jeśli będą bluźnić Imieniu.

Ewangelie mówią o bluźnierstwu przeciw Duchowi Świętemu jako o grzechu, który nie zostanie wybaczony:

Kto by jednak bluźnił przeciw Duchowi Świętemu, nigdy nie otrzyma odpuszczenia, lecz winien jest grzechu wiecznego.

Dlatego powiadam wam: Każdy grzech i bluźnierstwo będą odpuszczone ludziom, ale bluźnierstwo przeciwko Duchowi nie będzie odpuszczone. Jeśli ktoś powie słowo przeciw Synowi Człowieczemu, będzie mu odpuszczone, lecz jeśli powie przeciw Duchowi Świętemu, nie będzie mu odpuszczone ani w tym wieku, ani w przyszłym.

Jezus, protoplasta chrześcijaństwa, był oskarżany o bluźnierstwo:

A oto przynieśli mu powietrzem ruszonego, na łożu leżącego. A widząc Jezus wiarę ich, rzekł powietrzem ruszonemu: Ufaj, synu! odpuszczone są tobie grzechy twoje. A oto niektórzy z nauczonych w Piśmie mówili sami w sobie: Ten bluźni.

Najwyższy kapłan zapytał Go ponownie: „Czy ty jesteś Mesjasz, Syn Błogosławionego?” Jezus odpowiedział: „Ja jestem. Ujrzycie Syna Człowieczego, siedzącego po prawicy Wszechmocnego i nadchodzącego z obłokami niebieskimi”. Wówczas najwyższy kapłan rozdarł swoje szaty i rzekł: „Na cóż nam jeszcze potrzeba świadków? Słyszeliście bluźnierstwo. Cóż wam się zdaje?”

I znowu Żydzi porwali kamienie, aby Go ukamienować. Odpowiedział im Jezus: „Ukazałem wam wiele dobrych czynów pochodzących od Ojca. Za który z tych czynów chcecie Mnie ukamienować?” Odpowiedzieli Mu Żydzi: „Nie chcemy Cię kamienować za dobry czyn, ale za bluźnierstwo, za to, że Ty będąc człowiekiem uważasz siebie za Boga”.

### Niektóre wyroki historyczne
- w 1611 roku Iwan Tyszkiewicz, zamożny mieszczanin z Polski, (arianin) był w Warszawie torturowany; wyrwano mu język „za bluźnierstwo przeciw Bogu”, a za rzekome rzucenie krucyfiksu na ziemię ucięto mu dłoń i nogę. Następnie został ścięty i spalony (ścięty lub spalony),
- w 1612 roku Bartholomew Legate(inne języki), antytrynitarz, unitarianin, został spalony za bluźnierstwo w Londynie,
- w 1644 roku Ferrante Pallavicino(inne języki), satyryk i pisarz z Włoch został zwabiony do Awinionu, będącego wtedy częścią Państwa Kościelnego, uwięziony przez co najmniej czternaście miesięcy i mimo błagania o łaskę[8] został zabity przez ścięcie głowy za „bezbożność i bluźnierstwa przeciwko kościołowi katolickiemu”[9],
- w 1689 roku Kazimierz Łyszczyński, filozof, urzędnik państwowy i polityk został ścięty na Rynku Starego Miasta w Warszawie za autorstwo nieopublikowanego traktatu O nieistnieniu Boga,
- w 1697 roku ostatnią znaną osobą, skazaną na śmierć za bluźnierstwo w Królestwie Szkocji był Thomas Aikenhead, dwudziestoletni student, który podważał prawdziwość cudów Jezusa. Został powieszony[10],
- 1 lipca 1766 roku we Francji, został skazany za bluźnierstwo młody szlachcic Jean-François Lefebvre de La Barre(inne języki). Po torturach został ścięty, a jego ciało zostało spalone[potrzebny przypis].

### Kara współcześnie
Zasady większości kościołów i wyznań za świadome bluźnierstwa przewidują karę ekskomuniki (wykluczenia) ze społeczności.

## Islam
Prawo koraniczne (szariat) przewiduje za blasfemię różne kary, do kary śmierci włącznie.
Przykładem dzieła uznanego za bluźniercze jest powieść Szatańskie Wersety brytyjskiego pisarza Salmana Rushdie, który został obłożony fatwą za bluźnierstwo w 1989 r.. Przykładem reakcji na publikowanie bluźnierczych (według muzułmanów) artykułów jest zamach terrorystyczny – atak na redakcję pisma Charlie Hebdo. W zamachu zginęło łącznie 12 osób.

## Judaizm
W judaizmie zakaz bluźnierstwa ma swoje źródło w drugim przykazaniu Dekalogu (Wj 20,7), a jego podstawą jest uznanie świętości Boga, którego imię należy bezwzględnie szanować i czcić. Księga Kapłańska Starego Testamentu przewidywała karę śmierci za bluźnierstwo:

Kto by bluźnił Imieniu Jahwe, musi ponieść śmierć; ukamienuje go cała społeczność. Zarówno przybysz, jak i tubylec muszą ponieść śmierć, jeśli będą bluźnić Imieniu.

Halacha głosi jednak, że karze się śmiercią wyłącznie za blasfemię imienia Boga.
Współcześnie judaizm nie karze śmiercią za bluźnierstwo.
Siedem Praw Noego, które tradycja rabiniczna uważa za minimalne wymogi moralne dla wszystkich ludzi, zakazują blasfemii.

## Wolność słowa
Karanie za bluźnierstwo oraz inne oznaki braku szacunku do religii, zostało uznane przez Organizację Narodów Zjednoczonych za niezgodne z Międzynarodowym Paktem Praw Obywatelskich i Politycznych, podpisanym i ratyfikowanym do 2015 przez 168 państw świata, w tym przez Polskę w 1977.
Mimo to, tylko następujące państwa nie karzą za bluźnierstwo według raportu Freedom of Thought:

- Belgia
- Botswana
- Dominika
- Estonia
- Holandia
- Islandia
- Francja
- Kostaryka
- Litwa
- Mikronezja
- Namibia
- Norwegia
- Palau
- Rumunia
- Tajwan
- Stany Zjednoczone
- Szwajcaria
- Szwecja
- Urugwaj
- Wielka Brytania
- Wyspy Świętego Tomasza i Książęca